# Louisiana Star
Die Louisiana Star ist ein Passagierschiff, das einem amerikanischen Heckraddampfer nachempfunden wurde. Sie ist das Flaggschiff der Rainer Abicht Elbreederei und wird für Hamburger Hafenrundfahrten eingesetzt.
Das Schiff wurde von der Deutsche Binnenwerften GmbH in Tangermünde gebaut und am 6. Mai 1999 von Linda Lynch, der Gattin des Generalkonsuls der Vereinigten Staaten von Amerika, getauft.
Zugelassen ist die Louisiana Star für 500 Personen und die Passagiereinrichtungen verteilen sich über drei Decks: Dem Hauptdeck mit Bühne, Tanzfläche und einem Hub-Buffet, dem oberen Salon mit Buffet und Bar und dem Freideck.
Angetrieben wird das Schiff von zwei Caterpillar Schiffsdieselmotoren, die mit jeweils 384 kW auf zwei Schottel-Ruderpropeller des Typs SRP 200 wirken. Das Schaufelrad am Heck dient lediglich der Optik.

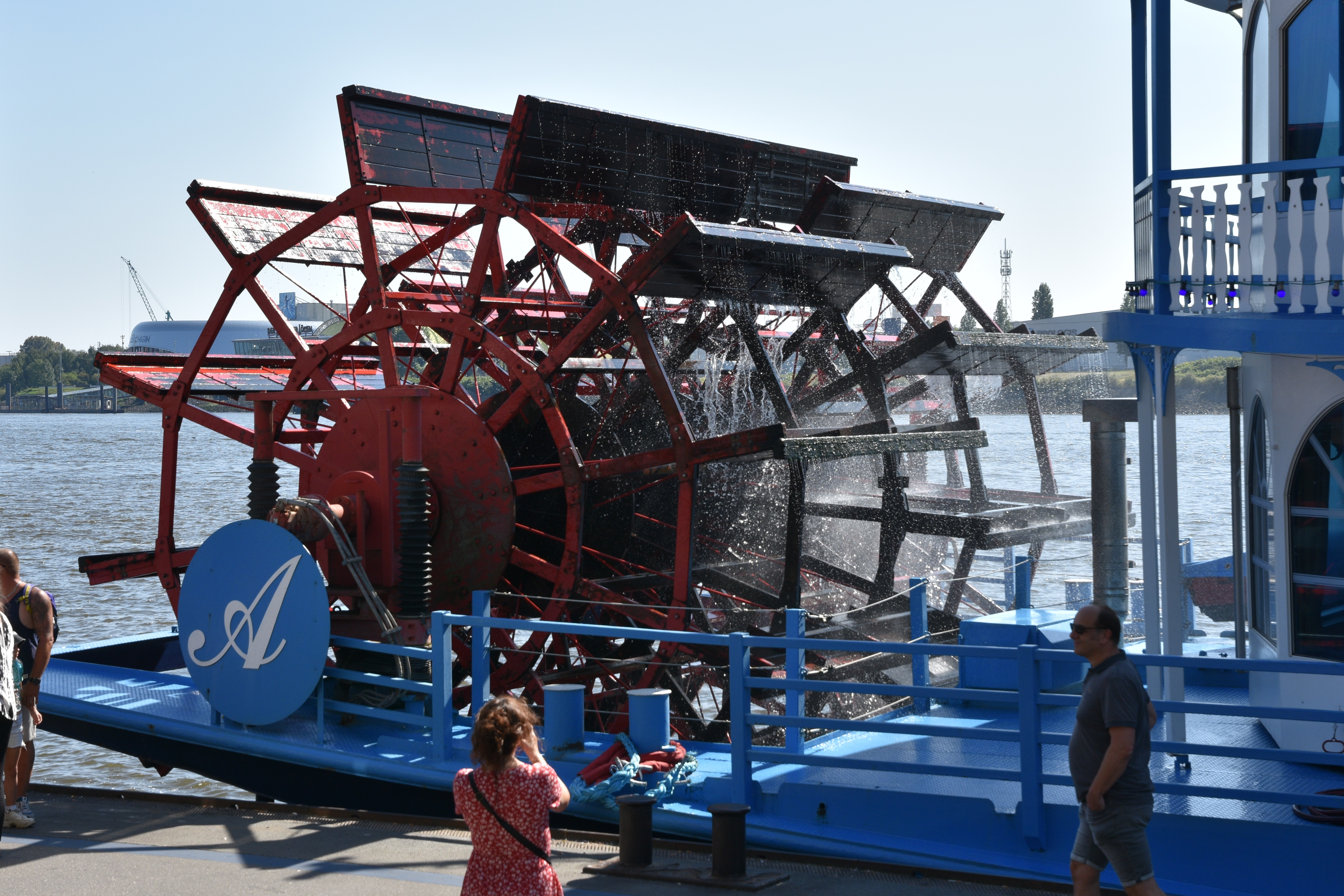
Schaufelrad der Louisiana Star

Die Louisiana Star ist neben der etwa gleich großen Mississippi Queen einer von zwei „Schaufelraddampfern“ in Hamburg.